# Атабекова, Орынкуль
Орынкуль Атабекова (1910, аул № 16, Аулиеатинский уезд, Сырдарьинская область, Туркестанский край, Российская империя — неизвестно, Джамбулская область, Казахская ССР) — звеньевая Джамбулского свеклосовхоза Министерства пищевой промышленности СССР, Джамбулская область, Казахская ССР. Герой Социалистического Труда (1948).

## Биография
Родилась в 1910 году в крестьянской семье в ауле № 16 Аулиеатинского уезда. Окончила местную начальную школу. Трудилась в сельском хозяйстве. С 1937 года — рабочая Джамбулского свеклосовхоза, обеспечивающего семенами сахарной свёклы сельскохозяйственные предприятия Казахской ССР. С 1945 года — звеньевая в этом же совхозе.
Звено под её руководством ежегодно показывало высокие трудовые результаты, получая в среднем с каждого гектара по 350—450 центнеров сахарной свёклы. В 1947 году было собрано с каждого гектара по 804 центнеров сахарной свёклы с площади 2,5 гектара. Указом Президиума Верховного Совета СССР от 8 мая 1948 года удостоена звания Героя Социалистического Труда за «получение высоких урожаев сахарной свёклы в 1947 году» с вручением ордена Ленина и золотой медали «Серп и Молот» (№ 2196).
Этим же указом званием Героя Социалистического Труда были награждены труженицы совхоза звеньевые Джамиля Божбомбаева и Гульминиса Халиулиевна Шеримбаева.
После выхода на пенсию проживала в Джамбулской области. Дата смерти не установлена.